# Hostinné
Hostinné (tyska: Arnau) är en stad i nordöstra Böhmen, Tjeckien, vid floden Elbe. Per den 1 januari 2016 hade staden 4 470 invånare.
Den var tidigare känd för sin textil- och metallidustri.